# Peu de cabra
Els pedunculats (Pedunculata), coneguts popularment com a peus de cabra, anatifes o percebes, són un ordre de crustacis cirrípedes, marins, especialitzats en l'alimentació per filtratge. Les classificacions més recents no admeten aquest ordre, que ha estat subdividit en nombrosos ordres.

## Característiques
Molts peus de cabra viuen a les zones pelàgiques amarrats cap a baix als objectes flotants a la deriva. Aquests s'alimenten movent els cilis que es troben protegits per una cuirassa acabada en punta. La pota és cilíndrica i carnosa, envoltada d'una membrana de color fosca de consistència coriàcia, cosa que els dona l'aspecte de la pota d'una cabra.
També hi ha espècies de peu de cabra que viuen amarrades a superfícies dures de les roques submergides del pla mesolitoral. Aquests depenen de la força de les onades pel moviment dels cilis. Per això es troben en zones de costa força exposades als elements.

## Gastronomia

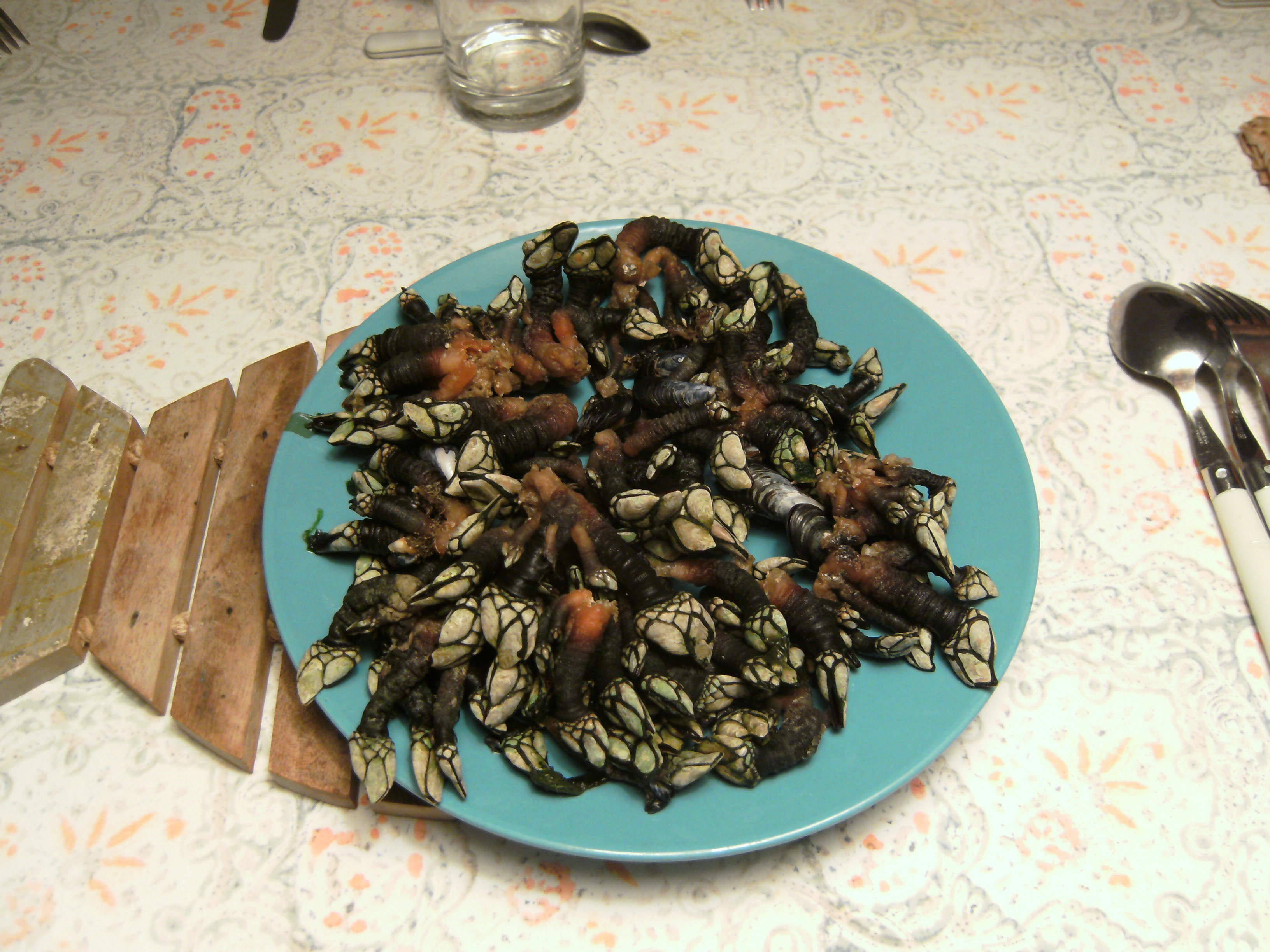
Plat de peus de cabra comuns o percebes (Pollicipes pollicipes).

El peu de cabra comú (Pollicipes pollicipes) és una espècie de cirrípede relativament gran, molt apreciada des de temps molt antics a la península Ibèrica, especialment a Galícia i Portugal.
Normalment els peus de cabra es consumeixen bullits amb sal i es serveixen freds. Sovint es condimenten amb llimona. Són ideals com a part del vermut i complementen molt bé altres mariscs, com cloïsses, escopinyes o gambes.
La seua captura és difícil i sovint perillosa, car es troben al peu dels penya-segats, fixats a les roques en zones fortament batudes. És típicament atlàntic, tot i que també se n'ha trobat a Formentor, Mallorca.
A part d'això és un marisc molt valorat lo qual fa que el seu preu sigui normalment elevat.
Cal no confondre el peu de cabra amb el peu de cabrit (Arca noae), un altre marisc menys apreciat i molt diferent malgrat el nom, que no és un crustaci cirrípede sinó un mol·lusc bivalve.